# 한샤오펑
한샤오펑(중국어 간체자: 韩晓鹏, 정체자: 韓曉鵬, 병음: Hán Xiǎopéng, 한자음: 한효붕, 1982년 12월 13일~)은 중화인민공화국의 프리스타일 스키 선수로 주 종목은 에어리얼이다. 
장쑤성 쉬저우시 출신으로, 2006년 동계 올림픽 남자 에어리얼 부문에서 금메달을 획득하였다. 그는 중국 선수로는 처음으로 올림픽 스키 종목에서 금메달을 딴 선수이며, 중화인민공화국 남자 선수 최초의 동계 올림픽 금메달리스트이기도 하다. 2007년 세계 선수권에서도 우승했다. 2010년 동계 올림픽에도 참가했으나, 하위권에 머물렀다.